# Eubazus natalensis
Eubazus natalensis är en stekelart som först beskrevs av Charles Thomas Brues 1926.  Eubazus natalensis ingår i släktet Eubazus och familjen bracksteklar. Inga underarter finns listade i Catalogue of Life.